# EEV TIRGUZSIL
Az Első Erdélyi Vasút ZSILVÁSÁRHELY típusú 28–35 pályaszám-csoportú, majd a MÁV IIIg. osztályú, végül MÁV 336 sorozatú mozdonyai magyar C tengelyelrendezésű szerkocsis gőzmozdonyok voltak.
1872-ben az EEV nyolc darab mozdony építését rendelte meg a Sigl (Bécs) és Bécsújhelyi Mozdonygyár (Bécsújhely) mozdonygyárakban.
Pályaszámuk 28-35 volt, nevük pedig: ZSILVÁSÁRHELY, KRAJOVA, KALÁN, CETATE BOLE, RETYEZÁT, BARING, TELEK és GYALÁR. A mozdonyok a Piski-Petrozsény vonalon dolgoztak. A pályaviszonyok miatt öt példányt Le Chatelier féle ellengőzfékkel szereltek fel.
Az EEV államosítása után 1884-ben a MÁV saját pályaszámaival látta el őket. Először 270-277, majd IIIg osztály 3011-3018, 1911-től a harmadik számozási rendszerben pedig a 336 sorozat 001-008 pályaszámait kapták.
Az trianoni békediktátummal a 336.003 és 336.005 pályaszámú mozdonyok kivételével a sorozat mozdonyai Romániába kerültek, további sorsuk nem ismert.
A MÁV a nála maradt két mozdonyt 1927-1928-ban selejtezte.

## Fordítás
Ez a szócikk részben vagy egészben  az   EEV 28–35 című német Wikipédia-szócikk fordításán alapul.  Az eredeti cikk szerkesztőit annak laptörténete sorolja fel. Ez a jelzés csupán a megfogalmazás eredetét és a szerzői jogokat jelzi, nem szolgál a cikkben szereplő információk forrásmegjelöléseként.